# Aleurodiscus grantii
Aleurodiscus grantii är en svampart som beskrevs av Lloyd 1920. Aleurodiscus grantii ingår i släktet Aleurodiscus och familjen Stereaceae.   Inga underarter finns listade i Catalogue of Life.